# Bencenna
Bencenna (łac. Diocesis Bencennensis) – stolica historycznej diecezji w Cesarstwie rzymskim w prowincji Afryka Prokonsularna, sufragania metropolii Kartagina. Współcześnie w Tunezji. Obecnie katolickie biskupstwo tytularne.

## Biskupi tytularni
| Lp. | Biskup                     | Funkcja                                          | Od                | Do                   |
| --- | -------------------------- | ------------------------------------------------ | ----------------- | -------------------- |
| 1   | Loras Thomas Lane          | biskup pomocniczy Dubuque (USA)                  | 29 maja 1951      | 11 października 1956 |
| 2   | John Kodwo Amissah         | biskup pomocniczy Cape Coast (Ghana)             | 7 marca 1957      | 19 grudnia 1959      |
| 3   | Vincent John Baldwin       | biskup pomocniczy Rockville Centre (USA)         | 4 czerwca 1962    | 16 września 1979     |
| 4   | Leo Edward O’Neil          | biskup pomocniczy Springfield (USA)              | 30 czerwca 1980   | 17 października 1989 |
| 5   | Joseph Charron             | biskup pomocniczy Saint Paul i Minneapolis (USA) | 6 listopada 1989  | 12 listopada 1993    |
| 6   | Leo Laba Ladjar            | biskup pomocniczy Jayapury (Indonezja)           | 6 grudnia 1993    | 29 sierpnia 1997     |
| 7   | Tomislav Koljatic Maroevic | biskup pomocniczy Concepción (Chile)             | 27 listopada 1997 | 17 stycznia 2003     |
| 8   | Witalij Skomarowski        | biskup pomocniczy kijowsko-żytomierski (Ukraina) | 7 kwietnia 2003   | 12 kwietnia 2014     |
| 9   | Joy Alappat                | biskup pomocniczy eparchii w Chicago (USA)       | 24 lipca 2014     | 3 lipca 2022         |
| 10  | Joseph Kollamparambil      | biskup pomocniczy Shamshabad (Indie)             | 25 sierpnia 2022  |                      |